# Liste der Baudenkmäler in Kleinlangheim
Auf dieser Seite sind die Baudenkmäler in dem unterfränkischen Markt Kleinlangheim zusammengestellt. Diese Tabelle ist eine Teilliste der Liste der Baudenkmäler in Bayern. Grundlage ist die Bayerische Denkmalliste, die auf Basis des Bayerischen Denkmalschutzgesetzes vom 1. Oktober 1973 erstmals erstellt wurde und seither durch das Bayerische Landesamt für Denkmalpflege geführt wird. Die folgenden Angaben ersetzen nicht die rechtsverbindliche Auskunft der Denkmalschutzbehörde.
 Diese Liste gibt den Fortschreibungsstand vom 15. April 2020 wieder und enthält 33 Baudenkmäler.

## Baudenkmäler nach Gemeindeteilen

### Kleinlangheim
| Lage                                                                               | Objekt                                                  | Beschreibung | Akten-Nr.              | Bild           |
| ---------------------------------------------------------------------------------- | ------------------------------------------------------- | --- | ---------------------- | -------------- |
| Bahnhofstraße 1 (Standort)                                                         | Gasthof zum Lamm                                        | Zweigeschossiger Satteldachbau mit verputztem Fachwerkgiebel, erste Hälfte 19. Jahrhundert | D-6-75-142-1 Wikidata  | weitere Bilder |
| Bahnhofstraße 7 (Standort)                                                         | Sogenanntes Schlösschen                                 | Zweigeschossiger Satteldachbau mit profilierten Fensterrahmungen, 16./17. Jahrhundert | D-6-75-142-2 Wikidata  | BW             |
| Bahnhofstraße 11 (Standort)                                                        | Hofanlage, Wohnhaus                                     | Eingeschossig mit verputztem Fachwerkgiebel, 18./19. Jahrhundert | D-6-75-142-3 Wikidata  | BW             |
| Christian-Beyer-Platz 2 (Standort)                                                 | Wohnhaus                                                | Eingeschossiger Mansardwalmdachbau mit Fachwerkgiebel, 18./19. Jahrhundert | D-6-75-142-4 Wikidata  | weitere Bilder |
| Christian-Beyer-Platz 3;Christian-Beyer-Platz 5;Christian-Beyer-Platz 7 (Standort) | Wohnhaus, ehemalige Schule                              | Zweigeschossige Satteldachbauten, 18./19. Jahrhundert, im Kern älter; Teil der Kirchenburg | D-6-75-142-5 Wikidata  | BW             |
| Christian-Beyer-Platz 4 (Standort)                                                 | Torbau der Kirchenburg                                  | Mit rundbogiger Einfahrt, bezeichnet „1485“, Obergeschoss 19. Jahrhundert | D-6-75-142-6 Wikidata  | weitere Bilder |
| Christian-Beyer-Platz 6 (Standort)                                                 | Evangelisch-lutherische Pfarrkirche St. Georg und Maria | Chorturmkirche, Saalbau, Turm im Kern um 1300, Langhaus 15. Jahrhundert, Umgestaltung um 1600; mit Ausstattung                                                                                               | D-6-75-142-7 Wikidata  | weitere Bilder |
| Christian-Beyer-Platz 6, außen an der Kirche (Standort)                            | Ölberggruppe                                            | Spätgotisch | D-6-75-142-7 Wikidata  | weitere Bilder |
| Christian-Beyer-Platz 6, außen an der Kirche (Standort)                            | Grabplatten                                             | 16. und 17. Jahrhundert | D-6-75-142-7 Wikidata  | weitere Bilder |
| Christian-Beyer-Platz 6 (Standort)                                                 | Kirchenburganlage                                       | Um die Kirche im Rechteck angelegt, im Kern 13./14. Jahrhundert, Befestigungsmauer und Kirchgaden; die Befestigung teilweise durch die Häuser Christian-Beyer-Platz 3, 5, 7, 8, 9 überbaut                   | D-6-75-142-7 Wikidata  | weitere Bilder |
| Christian-Beyer-Platz 8 (Standort)                                                 | Wohnhaus                                                | Zweigeschossiger Satteldachbau mit Geschossgesimsen, mittleres 19. Jahrhundert; Teil der Kirchenburg | D-6-75-142-8 Wikidata  | BW             |
| Christian-Beyer-Platz 9 (Standort)                                                 | Wohnhaus                                                | Dreigeschossiger Satteldachbau, 19. Jahrhundert, im Kern älter; Teil der Kirchenburg | D-6-75-142-9 Wikidata  | BW             |
| Grabengasse; Grabengasse 21 (Standort)                                             | Fußgängerpforte                                         | In barocken Formen mit Pinienaufsätzen, mittleres 18. Jahrhundert | D-6-75-142-11 Wikidata | weitere Bilder |
| Hauptstraße 1 (Standort)                                                           | Friedhofskapelle                                        | Saalbau ohne Chor, mit abgerundeten Ecken, Walmdach, Dachreiter mit Laterne und Kuppel, Westportal mit Giebel auf zwei Säulen, laut Inschrift „1734“ von Christian Friedrich Freiherrn von Seckendorf erbaut | D-6-75-142-12 Wikidata | weitere Bilder |
| Hauptstraße 1 (Standort)                                                           | Friedhof                                                | In der Umfassungsmauer Grabplatten des 17. und 18. Jahrhunderts | D-6-75-142-12 Wikidata | BW             |
| Hauptstraße 5 (Standort)                                                           | Wirtshausschild                                         | Farbig gefasstes Metall, mit Bärenfigur, frühes 19. Jahrhundert | D-6-75-142-13 Wikidata | weitere Bilder |
| Hauptstraße 15 (Standort)                                                          | Rathaus                                                 | Zweigeschossiger traufständiger Walmdachbau mit Laubengang und Fachwerkobergeschoss, im Kern 1558 | D-6-75-142-14 Wikidata | weitere Bilder |
| Hauptstraße 23 (Standort)                                                          | Brandenburger Wappenstein                               | Bezeichnet „1787“ | D-6-75-142-15 Wikidata | BW             |
| Im Bühl 21 (Standort)                                                              | Wutschenmühle, Wohnhaus                                 | Zweigeschossiger Satteldachbau mit Walm, verputzte Hausteine aus Sandstein, 18./19. Jahrhundert, in der Anlage älter                                                                                         | D-6-75-142-16 Wikidata | weitere Bilder |
| Im Bühl 21 (Standort)                                                              | Wutschenmühle, Nebengebäude                             | | D-6-75-142-16 Wikidata | BW             |
| Im Bühl 30 (Standort)                                                              | Kartusche im Türsturz                                   | Mit Namensinitialen, 18. Jahrhundert | D-6-75-142-17 Wikidata | BW             |
| Kreuzsteinweg (Standort)                                                           | Altes Steinkreuz                                        | Sandstein, vor 1550 | D-6-75-142-10 Wikidata | weitere Bilder |
| Pfarrgasse 2 (Standort)                                                            | Hoftorpfosten                                           | Mit Pinienzapfenaufsätzen, Sandstein, 19. Jahrhundert | D-6-75-142-18 Wikidata | weitere Bilder |
| Pfarrgasse 5 (Standort)                                                            | Ehemaliges Pfarrhaus                                    | Zweigeschossiger Walmdachbau mit geohrten Fenster- und Türrahmungen, 18. Jahrhundert | D-6-75-142-19 Wikidata | weitere Bilder |
| Pfarrgasse 6 (Standort)                                                            | Hoftorpfosten                                           | Mit Pinienzapfenaufsätzen, Sandstein, um 1800 | D-6-75-142-20 Wikidata | weitere Bilder |
| Pfarrgasse 8 (Standort)                                                            | Wappenstein                                             | Mit zwei Wappen und Inschrift, Sandstein, bezeichnet „1606“ | D-6-75-142-21 Wikidata | weitere Bilder |
| Pfarrgasse 10 (Standort)                                                           | Giebelhaus                                              | Zweigeschossiger Satteldachbau, Türrahmung mit Sprenggiebel, um 1610 | D-6-75-142-22 Wikidata | BW             |
| Pfarrgasse 12 (Standort)                                                           | Hofanlage                                               | Wohnhaus, zweigeschossiger giebelständiger Satteldachbau mit Fachwerkobergeschoss an den Traufseiten, Nebengebäude, Hoftor und Hofmauer, im Türbogen zum Keller bezeichnet 1601 („MDCI“)                     | D-6-75-142-23 Wikidata | weitere Bilder |
| Wiesenbronner Straße 2 (Standort)                                                  | Hofanlage, Wohnhaus                                     | Zweigeschossiger Satteldachbau mit nachgotischen Fensterrahmungen, das Obergeschoss auf der Giebelseite massiv erneuert, an der Traufseite verblattetes Fachwerk, Dachwerk 1492(dendrochronologisch datiert) | D-6-75-142-24 Wikidata | weitere Bilder |
| Wiesenbronner Straße 2 (Standort)                                                  | Hofanlage, zweites Wohnhaus                             | Zweigeschossiger traufständiger Satteldachbau mit Fachwerkobergeschoss und Laubengang, um 1800 | D-6-75-142-24 Wikidata | BW             |
| Wiesenbronner Straße 3 (Standort)                                                  | Wohnhaus                                                | Zweigeschossiger Mansarddachbau mit rundbogiger Tordurchfahrt, spätes 18. Jahrhundert, jetzt modern verkleidet                                                                                               | D-6-75-142-25 Wikidata | weitere Bilder |
| Wiesenbronner Straße 10 (Standort)                                                 | Ehemaliger Domkapitelshof, Wohnhaus                     | Mit verputztem Fachwerkobergeschoss, im Erdgeschoss geohrte Fensterrahmungen, 18. Jahrhundert, im Kern älter                                                                                                 | D-6-75-142-26 Wikidata | BW             |
| Wiesenbronner Straße 18 (Standort)                                                 | Hofanlage, Wohnhaus                                     | Zweigeschossiger Satteldachbau mit nachgotischen Fenstergewänden im Erdgeschoss | D-6-75-142-27 Wikidata | weitere Bilder |
| Wiesenbronner Straße 18 (Standort)                                                 | Hofanlage, Wappenstein im Torbogen                      | Bezeichnet „1616“ | D-6-75-142-27 Wikidata | weitere Bilder |
| Wiesenbronner Straße 20 (Standort)                                                 | Konsolstein                                             | Mit Wappen, bezeichnet „1600“ | D-6-75-142-28 Wikidata | BW             |
| Wiesenbronner Straße 20 (Standort)                                                 | Türsturz                                                | Mit Wappen, bezeichnet „1752“ | D-6-75-142-28 Wikidata | BW             |
| Wiesenbronner Straße 20 (Standort)                                                 | Türsturz                                                | Bezeichnet „1799“ | D-6-75-142-28 Wikidata | BW             |
| Wiesenbronner Straße 32 (Standort)                                                 | Hofanlage, Wohnhaus                                     | Zweigeschossiger Satteldachbau mit barocken Gliederungen und Resten von Architekturbemalung, Tür mit geohrter Rahmung, bezeichnet „1752“                                                                     | D-6-75-142-29 Wikidata | weitere Bilder |
| Wiesenbronner Straße 32 (Standort)                                                 | Hofanlage, Scheune                                      | Bruchsteinbau mit Halbwalm, 18. Jahrhundert | D-6-75-142-29 Wikidata | BW             |

### Atzhausen
| Lage                                               | Objekt                             | Beschreibung | Akten-Nr.              | Bild           |
| -------------------------------------------------- | ---------------------------------- | --- | ---------------------- | -------------- |
| Am Reupelsdorfer Weg; Wiesentheider Weg (Standort) | Bildstock                          | Auf barockem Sockel, bezeichnet „1745“, eine quadratische Säule mit erneuertem Bildaufsatz mit Dreifaltigkeit, 1956                                                                                     | D-6-75-142-32 Wikidata | BW             |
| bei Düllstadter Straße 4 (Standort)                | Bildstock                          | Dreifaltigkeit als Bildsäule, bezeichnet „1784“; in Mauer eines Wirtschaftsgebäudes eingesetzt; nicht nachqualifiziert, im Bayerischen Denkmal-Atlas nicht kartiert                                     | D-6-75-142-31 Wikidata | BW             |
| Düllstadter Straße 5 (Standort)                    | Katholische Filialkirche St Kilian | Saalbau ohne Chor mit Mansarddach und doppelter Fensterebene; mit Ausstattung; im Obergeschoss war ehemals eine Schule, zugänglich durch einen runden Treppenturm auf der Nordwestseite, um 1748 erbaut | D-6-75-142-30 Wikidata | weitere Bilder |

### Haidt
| Lage               | Objekt              | Beschreibung                                                                                                  | Akten-Nr.              | Bild |
| ------------------ | ------------------- | --- | ---------------------- | ---- |
| Haidt 5 (Standort) | Hofanlage, Wohnhaus | Eingeschossiger Mansardwalmdachbau, Bruchsteinmauerwerk, Nebengebäude, Hofmauer und Hoftor, bezeichnet „1819“ | D-6-75-142-33 Wikidata | BW   |